# Jack Schlossberg
John Bouvier Kennedy Schlossberg, dit Jack Schlossberg, né le 19 janvier 1993, est une personnalité publique et commentateur politique américain. Fils d'Edwin Schlossberg et Caroline Kennedy, il est l'unique petit-fils de John Fitzgerald Kennedy, 35e président des États-Unis et de son épouse, Jacqueline Kennedy-Onassis.

## Jeunesse et études
Benjamin des trois enfants du designer Edwin Schlossberg et de la diplomate Caroline Kennedy, Jack Schlossberg est en outre le filleul et petit-neveu du sénateur Ted Kennedy.
Avec ses deux sœurs Rose et Tatiana, il grandit dans le quartier huppé de l'Upper East Side, il passe ses vacances dans la ferme familiale de Martha's Vineyard, dans le Massachusets.
Étudiant en histoire japonaise à l'université Yale il en sort diplômé en 2015, intègre l'école de droit de Harvard puis passe le barreau. À Yale, il est membre de la fraternité Sigma Phi Epsilon et écrit dans le Yale Daily News et The Yale Herald.

## Carrière
À partir de 2011, Jack Schlossberg officie en qualité d'éditorialiste et de commentateur politique pour de nombreux titres de la presse nationale et internationale, parmi lesquels The Washington Post, New York Magazine, Politico ou encore CNN.
Alors que sa mère Caroline Kennedy est ambassadrice des États-Unis au Japon depuis deux ans, il rejoint Rakuten en 2015 puis travaille brièvement pour la société Suntory.
De retour aux États-Unis, il intègre en 2016 le Bureau of Oceans and International Environmental and Scientific Affairs (Bureau des océans et des affaires environnementales et scientifiques internationales) du Département d'État en qualité d'assistant.
En 2024, il est nommé correspondant politique de Vogue,.

## Orientation politique et prises de positions
Coutumier des vidéos politiques au ton humoristique publiées sur les réseaux sociaux, Jack Schlossberg apporte son soutien à Joe Biden lors de la campagne présidentielle de 2020, puis à Kamala Harris lors de la Convention démocrate d'août 2024.

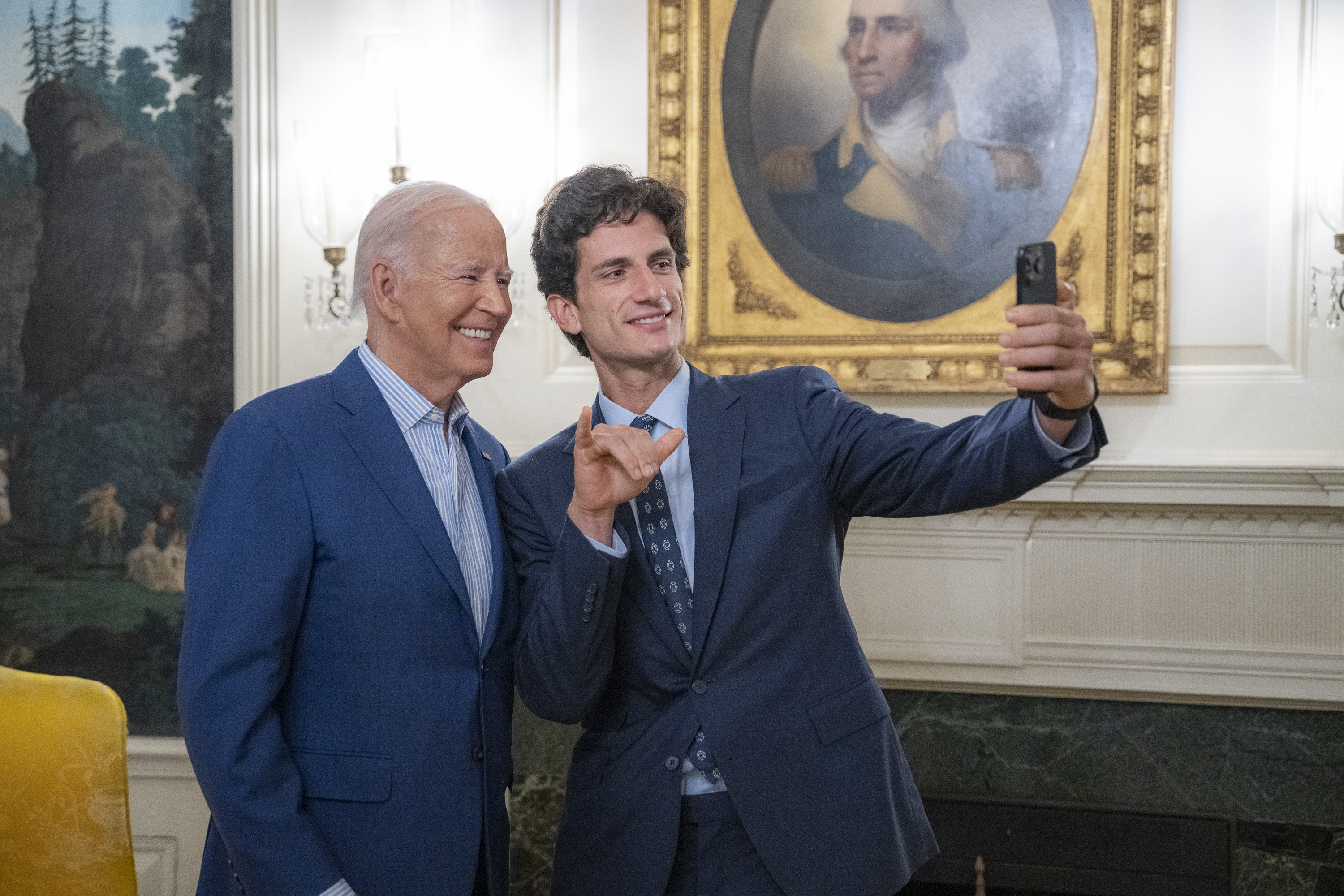
Jack Schlossberg et Joe Biden à la Maison Blanche en 2024.

En 2020, il déclare à la convention nationale du Parti démocrate : « Dans cette élection, notre avenir se joue dans les votes. Pour ma génération, cela définira le reste de nos vies. Nous devons lutter contre le changement climatique, mettre fin à l'injustice raciale systémique. Nous devons rendre les soins de santé accessibles à tous ».
Sur Instagram et TikTok, où ses vidéos cumulent plusieurs millions de vues, il critique régulièrement son cousin Robert Francis Kennedy Jr., actuel secrétaire à la Santé et aux Services sociaux des États-Unis, qu'il qualifie notamment de « menteur » et de « connard ».
En mars 2025, en marge de la publication par l'administration Trump d'une série de documents classifiés relatifs à l'assassinat de John F. Kennedy, Jack Schlossberg déplore publiquement l'opportunisme du président Donald Trump, déclarant que celui-ci n'est intéressé que par la « carcasse » de l'ancien président, mais pas « par sa vie ni par ce qu'il a accompli ».
En juin 2025, il dénonce le projet de biopic de Ryan Murphy consacré à son oncle John F. Kennedy Jr. et son épouse Carolyn Bessette, déplorant que sa famille n'ait pas été consultée en amont de ce projet, et précisant que dans l'État de New York, « le droit à la vie privée, qui inclut la possibilité de contrôler son propre nom, son image et sa ressemblance, ne survit pas à la mort ».